# Trinquet Tio Pena
El Trinquet Tio Pena és el trinquet de capçalera de Massamagrell (Horta Nord, País Valencià).
Fou inaugurat el 5 d'octubre de 1947 amb una partida de gala: Juliet i Lázaro contra Quart i Mora.
El trinquet fou construït per la societat de Vicenç Llorenç "El Tito" i Baptiste Soro "Pena", però dos anys després l'acord es trencà i la família Soro se'n feu propietària, tal com roman en l'actualitat. Aquest va ser el començament d'una nissaga de pilotaris, puix els fills del "Tio Pena" esdevingueren Soro I i Soro II, i, temps a venir, el seu net és Soro III.
Considerat com un recinte de primera categoria on es disputen partides de gran nivell entre els millors pilotaris del moment, tots els dimarts a la vesprada, dia tradicional de partida i mercat a Massamagrell. La modalitat de Pilota valenciana que s'hi practica és l'Escala i corda.
Amb unes dimensions considerables, de 56,4 metres de llarg i 9,6 metres d'ample. Destacar que és un trinquet descobert, sense sostre el que limita el seu ús, i amb il·luminació artificial. Altres característiques del recinte són les galeries al rest, al dau (les dues de fusta) i una lateral (a la banda de l'escala) i marcador electrònic. Té una capacitat per a 600 persones aproximadament.

## Trofeu Tio Pena
|  | Semifinals | Semifinals           |    |  | Final                        | Final |  |
|  |            |                      |    |  |                              |       |  |
|  |            |                      |    |  |                              |       |  |
|  |            |                      |    |  |                              |       |  |
|  |            |                      |    |  |                              |       |  |
|  |            |                      |    |  |                              |       |  |
|  |            |                      |    |  | Dimarts 27 de juliol (600 €) |       |  |
|  |            |                      |    |  | Soro III i Raül              | 60    |  |
|  |            | Pere Roc II i Héctor | 40 |  |                              |       |  |
|  |            |                      |    |  |                              |       |  |
|  |            |                      |    |  |                              |       |  |
|  |            |                      |    |  |                              |       |  |
|  |            |                      |    |  |                              |       |  |
|  |            |                      |    |  |                              |       |  |
|  |            |                      |    |  |                              |       |  |

|  | Semifinals              | Semifinals        |    |  | Final                | Final |  |
|  |                         |                   |    |  |                      |       |  |
|  | Dimarts 9 de juliol     |                   |    |  |                      |       |  |
|  | Soro III (lesió) i Raül | 25                |    |  |                      |       |  |
|  | Puchol II i Salva       | 50                |    |  |                      |       |  |
|  |                         |                   |    |  |                      |       |  |
|  |                         |                   |    |  | Dimarts 23 de juliol |       |  |
|  |                         |                   |    |  | Puchol II i Salva    | 35    |  |
|  |                         | De la Vega i Javi | 60 |  |                      |       |  |
|  |                         |                   |    |  |                      |       |  |
|  |                         |                   |    |  |                      |       |  |
|  |                         |                   |    |  |                      |       |  |
|  | Dimarts 16 de juliol    |                   |    |  |                      |       |  |
|  | Pere Roc II i Félix     | 50                |    |  |                      |       |  |
|  | De la Vega i Javi       | 60                |    |  |                      |       |  |

2021
|  | Semifinals           | Semifinals       |    |  | Final                | Final |  |
|  |                      |                  |    |  |                      |       |  |
|  | Dimarts 13 de juliol |                  |    |  |                      |       |  |
|  | Puchol II i Salva    | 60               |    |  |                      |       |  |
|  | J. Salvador i Félix  | 35               |    |  |                      |       |  |
|  |                      |                  |    |  |                      |       |  |
|  |                      |                  |    |  | Dimarts 27 de juliol |       |  |
|  |                      |                  |    |  | Puchol II i Salva    | 55    |  |
|  |                      | Soro III i Nacho | 60 |  |                      |       |  |
|  |                      |                  |    |  |                      |       |  |
|  |                      |                  |    |  |                      |       |  |
|  |                      |                  |    |  |                      |       |  |
|  | Dimarts 20 de juliol |                  |    |  |                      |       |  |
|  | De la Vega i Javi    | 45               |    |  |                      |       |  |
|  | Soro III i Nacho     | 60               |    |  |                      |       |  |